# Michael Ebling
Michael Ebling (Magonza, 27 gennaio 1967) è un politico tedesco, sindaco di Magonza dal 18 aprile 2012.